# Roman Yevgenyev
Roman Yevgenyev (en ruso: Роман Алексеевич Евгеньев; Spasskoye, 23 de febrero de 1999) es un futbolista ruso que juega en la demarcación de defensa para el P. F. C. Krylia Sovetov Samara de la Liga Premier de Rusia.

## Selección nacional
Tras jugar con la selección de fútbol sub-18 de Rusia, la sub-19, la sub-20 y la sub-21, finalmente hizo su debut con la selección absoluta el 18 de noviembre de 2020 en un partido de la Liga de Naciones de la UEFA 2020-21 contra Serbia que finalizó con un resultado de 5-0 a favor del combinado serbio tras los goles de Nemanja Radonjić, Dušan Vlahović, Filip Mladenović y un doblete de Luka Jović.

## Clubes
| Club                           | País  | Año       | Partidos | Goles |
| ------------------------------ | ----- | --------- | -------- | ----- |
| F. C. Dinamo Moscú II          | Rusia | 2016-2017 | 7        | 0     |
| F. C. Dinamo Moscú             | Rusia | 2017-2022 | 86       | 2     |
| P. F. C. Krylia Sovetov Samara | Rusia | 2022-     | 87       | 1     |